# 換語
換語（かんご、epanorthosis）とは、今述べた語を、その直後に強調された語と取り換える修辞技法のこと。
- thousands, no, millions!（数千、いや、数百万!） - よく使われる例。

「速やかで断固とした自己訂正」という意味もある。
- The psychologist known as Sigmund Fraud--Freud, I mean!（その精神分析医はジークムント・フラウト——いやフロイトだ!）
- I've eaten over 8--er, nine-thousand grains of rice, that is.（私が食べたのは8——えー、9000グレーン（450g）の米だ、正確に言うと）

上の斜体部分が換語にあたるが、ダッシュ（「——」）以降の言葉がすべてもそうとも言える。